# August 1. af Sachsen
August 1. af Sachsen (31. juli 1526 i Freiberg – 11. februar 1586 i Dresden) var kurfyrste af Sachsen fra 1553 til 1586.

## Biografi
Han var søn af hertug Henrik 4. af Sachsen. Han var gift første gang med Anna af Danmark-Norge (datter af kong Christian 3. af Danmark-Norge og Dorothea af Sachsen-Lauenburg) og anden gang med Agnes Hedvig af Anhalt (datter af fyrst Joachim Ernst af Anhalt og Eleonora af Württemberg.
I 1553 afløste August sin broder Moritz som kurfyrste i Sachsen. Han forfulgte kryptocalvinisterne og arbejdede målrettet på at forøge sine besiddelser.
I 1586 blev August efterfulgt af sin søn Christian 1. af Sachsen.

## Børn
1. Johann Heinrich (5. maj 1550 – 12. november 1550)
2. Eleonore (2. maj 1551 – 24. april 1553)
3. Elisabeth (18. oktober 1552 – 2. april 1590) – gift 1570 med Grev Johann Casimir Pfalz-Simmern.
4. Alexander (21. februar 1554 – 8. oktober 1565)
5. Magnus (24. september 1555 – 6. november 1558)
6. Joachim (3. maj 1557 – 21. november 1557)
7. Hektor (7. oktober 1558 – 4. april 1560)
8. Christian (29. oktober 1560 – 25. september 1591) – efterfulgte faderen som kurfyrste.
9. Marie (8. marts 1562 – 6. januar 1566)
10. Dorothea (4. oktober 1563 – 13. februar 1587) – gift 1585 med Hertug Heinrich Julius af Braunschweig-Wolfenbüttel.
11. Amalie (28. januar 1565 – 2. juli 1565)
12. Anna (16. november 1567 – 27. januar 1613) – gift 1586 med Hertug Johann Casimir af Sachsen-Coburg.
13. August (23. oktober 1569 – 12. februar 1570)
14. Adolf (8. august 1571 – 12. marts 1572)
15. Friedrich (18. juni 1575 – 24. januar 1577)